# Robert Kanters
Pour les articles homonymes, voir Kanters.
Robert Kanters, né à Saint-Gilles (Belgique) le 13 octobre 1910 et mort à Paris le 16 octobre 1985, est un écrivain, critique et directeur littéraire franco-belge. D'abord professeur puis conseiller littéraire des Éditions Julliard, il devient ensuite directeur littéraire des Éditions Denoël.

## Biographie
Robert Jean Marcel Kanters est né à Saint-Gilles, au domicile de ses parents, au n° 19 de la rue de la Victoire, le 13 octobre 1910. Il était le fils d’Hippolyte Mathurin Gaston Kanters, employé, né à Liège le 16 juillet 1877, et de son épouse Sophie Marie Louise Delincé, sans profession mais auparavant demoiselle de magasin à Etterbeek depuis 1903 et qui était née à Jodoigne le 16 octobre 1880 de Bernard Joseph Delincé, ajusteur et ouvrier mécanicien, né à Nandrin, et de Marie Victoire Lheureux, née à Marilles et décédée en 1902 à Jodoigne. Les parents de Robert s’étaient mariés à Etterbeek le 11 décembre 1909. Les grands-parents paternels de Robert étaient Jean Guillaume Kanters, ouvrier typographe, et Caroline Swysen ou Swijsen, domiciliés en 1909 à Susteren, dans le Limbourg néerlandais. Le père de Robert, et qui était usuellement prénommé Gaston plutôt qu'Hippolyte, né à Liège d’un père néerlandais, avait opté le 22 novembre 1896 pour la nationalité belge. Il vécut un temps à Genève avant de revenir à Liège à partir du 10 avril 1906, d'y résider rue Ernest de Bavière en 1909 et de s’établir, après son mariage, dans un logis de hasard, à Saint-Gilles.
C'est dans son ouvrage intitulé À perte de vue, publié au Seuil en 1981, que Robert Kanters se dévoile, alors que la cécité le gagne. Mais il ne donne pas de date, indique peu de lieux et reste très discret sur sa vie privée. Cependant, il livre des détails sur son enfance pauvre, ses parents absents et plutôt indifférents, avec lesquels il entra d'ailleurs en conflit, des études réussies en mathématiques alors qu’il avait surtout du goût pour les Lettres (« j’avais la rage de lire », confie-t-il p. 53).
Lecteur de la Bible, admirateur inconditionnel de Blaise Pascal, il sera très proche d’un prêtre, puis tenté par le mysticisme et restera fasciné par le catholicisme tout en en déplorant son athéisme.
Après une licence en philosophie à l'université de Bordeaux où il a comme condisciples Gaëtan Picon et Jean Cayrol, il enseigne à l'École des Roches puis à Alès avant de devenir, sous l’occupation, le précepteur particulier des enfants de Paul Annet Badel, un ancien avocat devenu homme d'affaires et un ami des arts. Cette rencontre d'un autre âge le met en contact avec les éditeurs, écrivains et gens de théâtre des années 1940 : Gaston Gallimard, Gaby Sylvia, Albert Camus, Jean-Paul Sartre... Et c’est grâce à Badel qu'il entre chez Julliard. Ce dernier ayant racheté le théâtre du Vieux-Colombier, Robert Kanters a aussi été mêlé aux créations mémorables de la guerre et de l'après-guerre : Huis clos, Meurtre dans la cathédrale, Lucienne et le Boucher.
Sur les conseils de René Julliard, il devient en 1949 journaliste littéraire, dirigeant la Gazette des lettres, collaborant à la revue La Table ronde. C'est là qu'il croise Jean-Louis Bory avec qui il a une liaison. En 1960, se sentant rejeté par Bory, Kanters se jette dans la Seine. Il rate son suicide, sauvé par un passant.  
Il a longtemps travaillé aux Éditions  Denoël. Dans cette maison, il fonde, entre autres, en 1954 la collection Présence du futur, sur les conseils de Michel Pilotin et Jacques Bergier.

## Récompenses et distinctions
L’Académie française lui décerne le prix de la critique en 1973 pour l’ensemble de son œuvre.

## Œuvre
- Note sur la possession ou le Père Surin entre Diable et Dieu, R. Debrese, 1941.
- Vie du père Surin, avant-propos de Jean-Daniel Maublanc ; dessins originaux de Raymond Feuillatte, La Pipe en écume, 1942.
- Paris perdu suivi de Méditation, avec douze bois gravés par Germain Delatousche, Monaco, Le Rocher, 1944.
- Essai sur l'avenir de la religion, René Julliard, 1945.
- Le Romantisme anglais, Les Lettres, 1946.
- Anthologie littéraire de l'occultisme avec Robert Amadou, R. Julliard, 1950 ; rééd. Seghers, 1973.
- Vingt ans en 1951 : enquête sur la jeunesse française avec Gilbert Sigaux, R. Julliard, 1951.
- Anthologie de la poésie française avec Maurice Nadeau et Régine Pernoud, Lausanne, Éditions Rencontre, 1966-1967.
- L'Air des lettres ou Tableau raisonnable des lettres françaises d'aujourd'hui, B. Grasset, 1973.
- À perte de vue : souvenirs, Éditions du Seuil, 1981.